# Солодощі

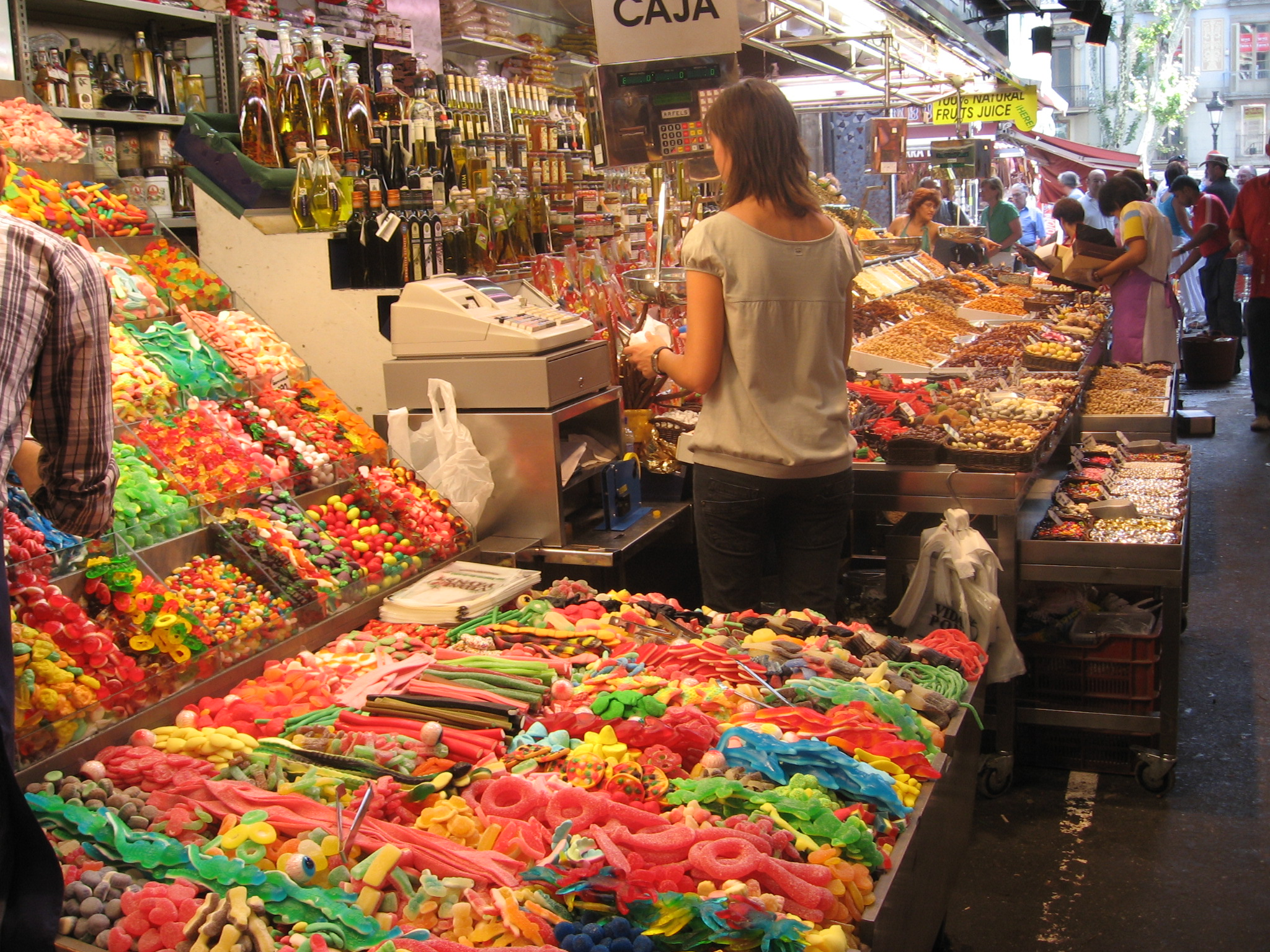
Прилавки із кондитерськими виробами: передній — желатинові цукерки, задній — із сухофруктами та шоколадом

Со́лодощі (кондитерські вироби, ласощі) — висококалорійні харчові продукти із великим вмістом цукру, лактози, фруктози, які вживаються задля задоволення від приємного чи екзотичного солодкого смаку, запаху та тактильних відчуттів. Можуть виконувати також естетичну роль, наприклад, торти чи шоколадні фонтани, окрім поживної цінності, є елементами декорації святкувань. Основними продуктами для приготування солодощів служать тісто, молокопродукти, цукор, мед або фруктоза, шоколад, желатин, сухофрукти, різноманітні ароматизатори тощо.
Поширені кондитерські вироби:
- джем,
- вафлі,
- цукерки,
- льодяники,
- желе,
- мармелад,
- грильяж,
- зефір,
- крем,
- драже,
- торт,
- морозиво,
- шоколад,
- печиво,
- пряники,
- булочки,
- сухарі,
- халва
- вергуни

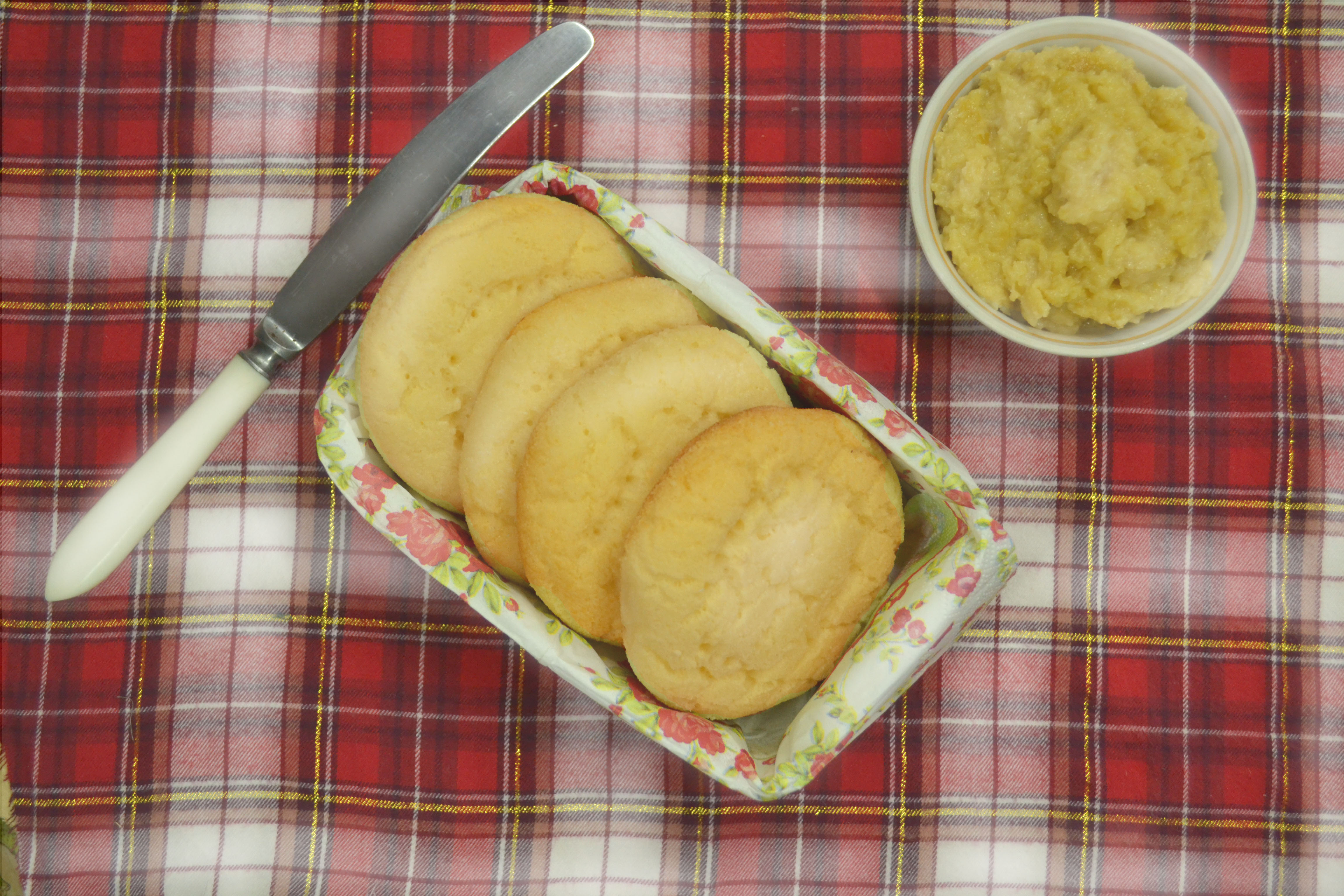
Мандрики

Кондитерські вироби містять багато вуглеводів: цукрів (дисахариди та моносахариди) та клітковини. Повільні вуглеводи (клітковина) корисні для споживання, бактерії у кишку та деякі інші системи в організмі, засвоюють клітковину і використовують її як джерело енергії та сировину для підтримання оптимального рівня цукру в крові. Глюкоза необхідна для роботи головного мозку і нервової системи, м'язових та інших клітин. Але надлишок цукрів у крові призводить до низки порушень здоров'я, і, в довготерміновій перспективі, спричинює так звані «вікові захворювання». Клінічні дослідження останніх років, станом на початок 2018 року, свідчать про скорочення тривалості і якості життя через споживання швидких вуглеводів, тобто цукрів. При систематичному споживанні кондитерських виробів зазвичай виникають такі проблеми:
- Карієс,
- надмірна вага,
- Сексуальні дисфункції,
- проблемна шкіра,
- залежність від вживання кондитерських виробів.